# Катарина фон Насау-Висбаден
Катарина фон Насау-Висбаден-Идщайн (на немски: Katharina von Nassau-Wiesbaden-Idstein; * 1353; † 31 март 1401 или сл. 1403/1404) от Валрамската линия на Дом Насау, е графиня от Насау-Висбаден-Идщайн и чрез женитба графиня на Вестербург във Вестервалд.

## Произход
Тя е дъщеря на граф Адолф I фон Насау-Висбаден-Идщайн († 1370) и съпругата му бургграфиня Маргарета фон Нюрнберг († 1382), дъщеря на бургграф Фридрих IV фон Нюрнберг († 1332) и Маргарета от Каринтия († 1348). Катарина е сестра на архиепископите на Майнц Адолф I († 1390) и Йохан II фон Насау († 1419).

## Фамилия
Катарина се омъжва на 10 юни 1373 г. за Райнхард II фон Вестербург (1354 – 1421), големият син на Йохан I фон Вестербург († 1370) и графиня Кунигунда фон Сайн († 1383). Нейният брат граф Валрам IV фон Насау-Висбаден-Идщайн († 1393) се жени през 1374 г. за неговата сестра Берта фон Вестербург († 1418).
Катарина и Райнхард II фон Вестербург имат един син:
- Райнхард III фон Вестербург († 22 декември 1449), женен I. пр. 3 юли 1405 г. за Елза фон Рункел (* ок. 1397), II. 1423 г. за Маргарета фон Лайнинген († 1470)